# Attentati di Volgograd del 2013
Gli attentati di Volgograd del 2013 sono stati due attacchi suicida compiuti il 29 e il 30 dicembre 2013 presso la città russa di Volgograd, nell'Oblast' di Volgograd. Entrambi gli attacchi, compiuti da terroristi islamici ciscaucasici, causarono 34 vittime, tra cui i due attentatori, e 85 feriti, segnando il peggior attentato terroristico per vittime in Russia dall'attentato all'aeroporto Domodedovo del 2011.
Il 21 ottobre dello stesso anno vi era stato un altro attentato sempre a Volgograd in cui una donna si era fatta esplodere in un autobus causando 8 morti.
Gli attacchi accaddero poco più di un mese prima dell'inizio dei XXII Giochi olimpici invernali di Soči (7 febbraio 2014).

## Attacco del 29 dicembre
Alle 12:45 di mattina (UTC+3) una kamikaze, Oksana Aslanova di 26 anni, si è fatta esplodere con una bomba equivalente a 10 kilogrammi di TNT piena di schegge nell'atrio della stazione ferroviaria di Volgograd nel momento di massimo affollamento, causando 18 morti e 44 feriti. La potenza dell'esplosione è stata devastante: nel video di una telecamera di sorveglianza si vede il monumentale edificio in stile staliniano della stazione sobbalzare e illuminarsi per un attimo dall'interno.

## Attacco del 30 dicembre
Il giorno dopo il primo attentato, alle 8:30 di mattina (UTC+3) un altro kamikaze, Pavel Pechenkin, conosciuto come Ansar Ar-Rusi dopo la conversione all'Islam, si è fatto esplodere all'interno di un filobus, causando 16 morti e 41 feriti. La bomba che portava con sé pesava 4 kilogrammi ed era piena di schegge come quella del giorno precedente.

## Responsabili
Le indagini rilevarono subito la matrice dell'Emirato del Caucaso, in particolare una cellula affiliata del Daghestan chiamata Vilayat Dagestan, di cui appunto i due attentatori facevano parte. Forse lo stesso leader dell'Emirato, Dokka Umarov, fu il mandante degli attentati; in un video dell'estate 2013 aveva esortato i militanti a utilizzare "la massima forza" affinché il presidente Vladimir Putin non potesse acquistare popolarità dai Giochi olimpici invernali che si sarebbero tenuti dal 7 al 23 febbraio a Sochi, sul Mar Nero.